# Got My Mind Set on You
«Got My Mind Set on You» (рус. Мои мысли только о тебе) — песня, изначально написанная Руди Кларком и записанная Джеймсом Рэем в 1962 году, но получившая бо́льшую известность в кавер-версии Джорджа Харрисона. Версия Харрисона вышла в октябре 1987 года в виде сингла, а месяц спустя также появилась в альбоме Cloud Nine. В январе 1988 года сингл поднялся до первой строчки чарта Billboard Hot 100, став третьим (после «My Sweet Lord» в 1970 году и «Give Me Love (Give Me Peace on Earth)» в 1973 году) и последним сольным синглом Харрисона, покорившим американские чарты. В Великобритании сингл продержался четыре недели на 2-й позиции в чартах. На стороне «Б» сингла вышла песня Харрисона «Lay His Head». Продюсерами песни выступил сам Харрисон и Джефф Линн из Electric Light Orchestra. Гэри Уэйс сделал для песни два музыкальных видео, в первом из которых снялся молодой Алексис Денисоф, а во втором — только сам Харрисон. Второй клип часто транслировался на MTV и получил номинацию на MTV Video Music Awards в категории «лучший видеоклип года».
«Странный Эл» Янкович в 1988 году выпустил пародию на «Got My Mind Set on You», называвшуюся «(This Song’s Just) Six Words Long» («В этой песне всего лишь шесть слов»).

## Позиции в чартах
| Чарт (1988)                       | Наивысшая позиция |
| --------------------------------- | ----------------- |
| Australian Kent Music Report      | 1                 |
| Austrian Singles Chart            | 8                 |
| French SNEP Top 100 Singles Chart | 19                |
| German Singles Chart              | 7                 |
| Japanese Oricon Singles Chart     | 64                |
| Norway VG-lista Singles Chart     | 10                |
| Swedish Singles Chart             | 10                |
| Swiss Singles Chart               | 11                |
| UK Singles Chart                  | 2                 |
| Billboard Hot 100                 | 1                 |